# Chapelle d'Aulignac
La chapelle d'Aulignac est située sur la commune de Bordes-Uchentein, dans le département de l'Ariège, en France. Elle est inscrite en totalité au titre des monuments historiques en 1995.

## Localisation
Elle se trouve à 656 m d'altitude, au hameau d'Aulignac, au nord-ouest d'Ourjout.

## Historique
Vers 1880, David Cau-Durban, alors curé de la paroisse, fait restaurer la chapelle.
Elle fait l'objet d'une inscription au titre des monuments historiques par arrêté du 10 juillet 1995.

## Description
C'est un édifice roman à simple nef terminé par une abside en cul-de-four et doté d'une couverture d'ardoises. La corniche de l'abside reçoit à l'extérieur une arcature lombarde reposant sur dix modillons sculptés. Le clocher-mur modeste intègre trois arcades ouvertes.

## Galerie

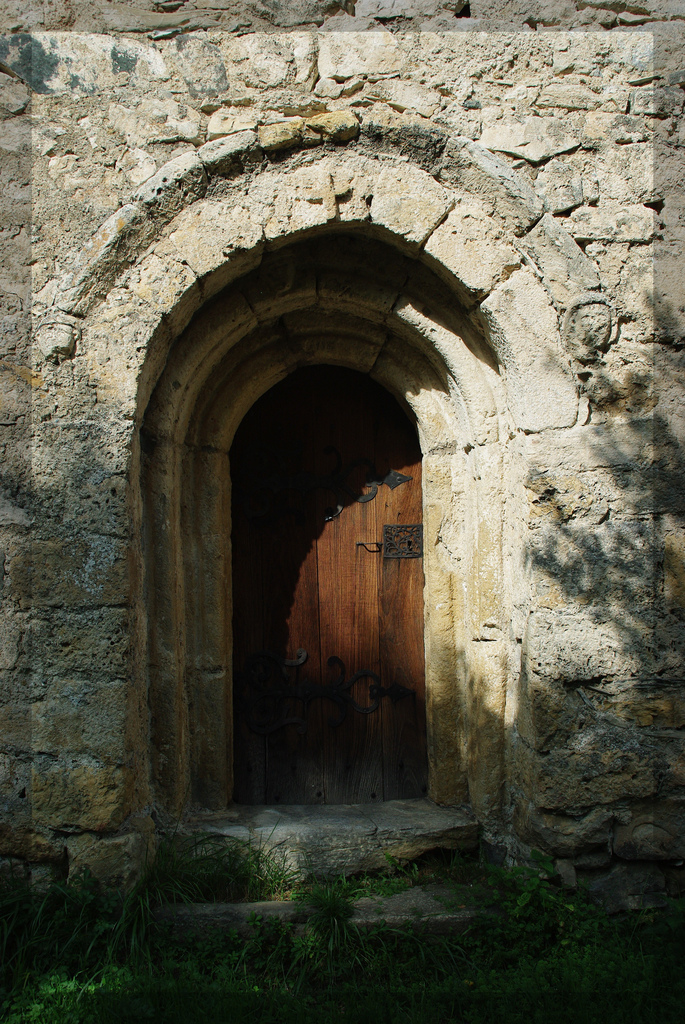
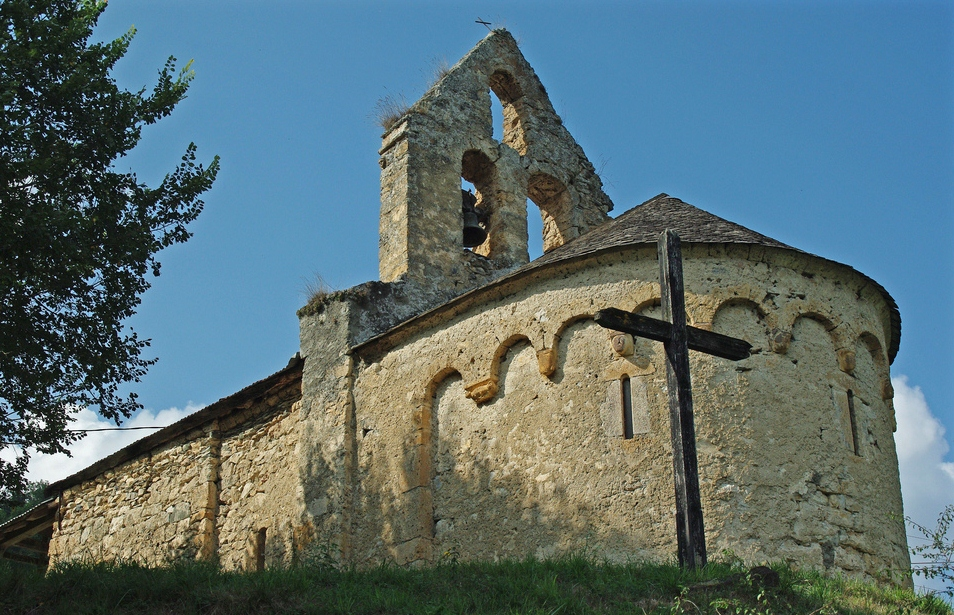
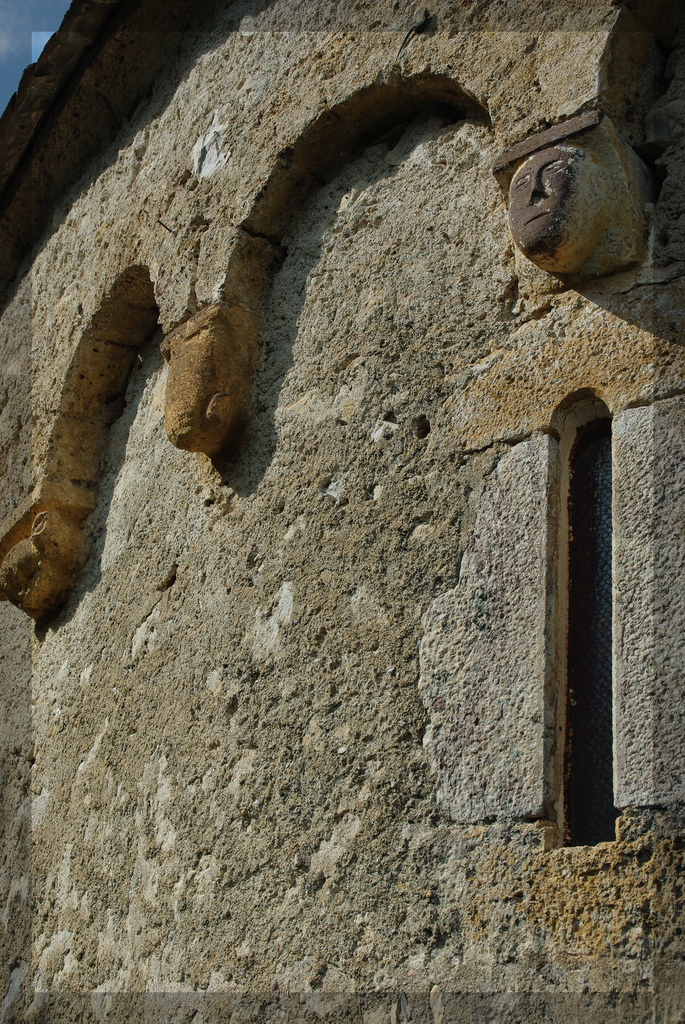

## Mobilier
Deux statuettes en bois de la Vierge à l'Enfant sont référencées dans la base Palissy (voir les notices liées). L'une d'elles, la Dame d'Aulignac, protectrice du village, est célébrée chaque 16 août par un pèlerinage.

## Valorisation du patrimoine
L'association Patrimoine Art Culture de Bordes-Uchentein travaille à la rénovation et la préservation de cette église mais aussi sur le patrimoine préhistorique et historique important et remarquable de la commune. Elle édite une brochure Visites des cinq églises de 26 pages imprimée et abondamment illustrée de photographies. 